# Суходол (Архангельська область)
Суходол (рос. Суходол) — присілок в Ленському районі Архангельської області Російської Федерації.
Населення становить 12 осіб. Входить до складу муніципального утворення Урдомське поселення.

## Історія
Від 2004 року входить до складу муніципального утворення Урдомське поселення.

## Населення
| 2002 | 2010 | 2012 |
| ---- | ---- | ---- |
| 29   | ↘20  | ↘12  |